# Marta Nawrocka
Marta Nawrocka z domu Smoleń (ur. 7 marca 1986 w Gdyni) – polska urzędniczka i funkcjonariuszka Służby Celno-Skarbowej w stopniu rachmistrza. Pierwsza dama Rzeczypospolitej Polskiej od 6 sierpnia 2025 jako żona Prezydenta Rzeczypospolitej Polskiej Karola Nawrockiego.

## Życiorys

### Dzieciństwo i edukacja
Urodziła się 7 marca 1986 w Gdyni. W młodości kształciła się jako tancerka, baletnica, od dziesiątego do piętnastego roku życia uczęszczała do Ogólnokształcącej Szkoły Baletowej im. Janiny Jarzynówny-Sobczak. W 2005 zakończyła naukę w gdańskim Centrum Kształcenia Ustawicznego im. Józefa Piłsudskiego, a następnie ukończyła studia na Wydziale Prawa i Administracji Uniwersytetu Gdańskiego. 

### Praca zawodowa
Funkcjonariuszka Służby Celnej, a następnie Służby Celno-Skarbowej, w której służbę rozpoczęła w 2007; zajmowała się zwalczaniem nielegalnego hazardu w Trójmieście oraz działalności zorganizowanych grup przestępczych prowadzących wytwarzanie i obrót nielegalnymi wyrobami tytoniowymi oraz alkoholem. Prowadziła również kontrole w sektorze przemysłu naftowego oraz działania na rzecz ochrony własności intelektualnej znanych marek, zapobiegając wprowadzaniu do obrotu produktów podrobionych. Zapowiedziała udanie się na urlop bezpłatny po objęciu urzędu prezydenta RP przez męża.

## Życie prywatne
Marta Nawrocka poznała męża w 2005, związek małżeński zawarli 22 maja 2010. Ma troje dzieci – Daniela Kryspina (ur. 2003, z poprzedniego związku, adoptowanego przez Karola Nawrockiego i noszącego jego nazwisko) oraz Antoniego (ur. 2010) i Katarzynę (ur. 2018), ze związku z Karolem Nawrockim.